# The World and Its Woman
The World and Its Woman és una pel·lícula muda de la Goldwyn Pictures dirigida per Frank Lloyd i protagonitzada per la parella a la vida real Geraldine Farrar i Lou Tellegen. La pel·lícula, basada en una història de Thompson Buchanan es va estrenar el 7 de setembre de 1919. Es conserva una còpia de la pel·lícula a la Cinematheque Royale de Belgique (CINEMATEK).

## Argument
Marcia Warren és una nena que viu a Russia amb el seu pare, Robert Warren, que gestiona uns camps de petroli del príncep Orbeliana. Aquest un dia la sent cantar i la veu li recorda molt la de la seva dona morta. Per això demana al seu pare que canti per a ell cosa que fa de manera sublim. El jove príncep Michael, fill del primer, i Marcia es coneixen i ella li diu que quan siguin grans es casaran. Passa el temps, Michael es casa amb la baronessa Olga Amilahvari; els pares de Michael i Marcia moren i el noi es fa càrrec de mantenir la jove que estudia òpera.
Anys després, a ella li arriba l'oportunitat d'actuar a l'òpera de Petrograd. L'esposa del príncep fuig a el comte comte Alix Voronssof i, a la vegada, Michael s'enamora de Marcia. En aquell moment es produeix la Revolució russa i la caiguda del tsar. Michael abandona la ciutat amb l'exèrcit i ella es queda en el seu apartament de Moscú.
Peter Poroschine és un dels líders de la revolució. Temps enrere havia estat enamorat de Marcia i ara que se sent poderós vol reclamar la seva mà. Ella el rebutja però Poroschine li explica que Michael ha tornat a Moscú i amenaça de matar-lo si no cedeix. En veure que no aconseguirà res, Poroschine fa entrar una dona molt forta anomenada Feda, secretament enamorada d'ell, i li ordena que vigili Marcia que ell tornarà en unes hores després de matar el príncep. Quan és fora es produeix una lluita entre les dones i Marcia s'escapa. Aquesta troba Michael, disfressat com un rodamón, que li explica que la seva dona i el seu amant han mort. Ella el porta al seu apartament, comptant que Poroschine no hi anirà fins que trobi Michael. Peter, però, ha endevinat el que ha succeït i també hi arriba. En el darrer moment però, Poroschine és assassinat per Feda per despit i pel menyspreu amb que sempre l'ha tractada. Michael, que ja no és príncep, i Marcia són lliures per viure junts i escapen als Estats Units.

## Repartiment
- Geraldine Farrar (Marcia Warren)
- Lou Tellegen (príncep Michael Orbeliana)
- Alec B. Francis (príncep Orbeliana el vell)
- Edward Connelly (Robert Warren)
- Naomi Childers (baronessa Olga Amilahvari)
- Mae Giraci (Marcia Warren de jove)
- Francis Marion (príncep Michael Orbeliana de jove)
- Lawson Butt (Peter Poroschine)
- Arthur Edmund Carewe (comte Alix Voronssof)
- Rose Dione (Erina Rodina)
- Lydia Yeamans Titus (Mamie Connors)
- Hazel Brennon(REF5)

## Producció
La pel·lícula va ser una de les que la Goldwyn va distribuir de manera especial per tal de commemorar el seu tercer aniversari.(REF1) Per als exteriors, es van emprar 115 persones treballant nit i dia durant quatre setmanes per tal de construir una reproducció a gran escala dels carrers del Moscú de l'època. Es va fer una audició prèvia a l'estrena a Brooklyn amb l'assistència de l'actriu el 29 d'agost.